# Carlos Cerda Fernández
Carlos Cerda Fernández (22 de junio de 1943) es un abogado, académico y juez chileno. Ejerció como ministro de la Corte Suprema de su país entre 2014 y 2018, y como ministro de la Corte de Apelaciones de Santiago, entre 1982 y 2014, de la cual fue su presidente en el año 2002.

## Biografía

### Inicios en la carrera judicial
Carlos Cerda estudió en la Facultad de Derecho de la Pontificia Universidad Católica de Chile (PUC). Egresó en 1965, mismo año en que inició su carrera judicial como oficial de secretaría en el Cuarto Juzgado Civil de Santiago, por la gestión de José María Eyzaguirre, en ese entonces ministro de la Corte Suprema, y de Ricardo Gálvez, quien fuera su profesor de derecho procesal en la PUC. Fue enviado en comisión de servicios a la Universidad Católica de Lovaina, en Bélgica, donde en 1970 obtuvo el doctorado en derecho con la memoria El juez y los valores jurídicos.
A su regreso a Chile, juró como abogado en 1967. En enero de 1968 asumió como secretario del Primer Juzgado de Letras de Santa Cruz, y en 1972 asumió como juez de dicho tribunal. En abril de 1974 fue nombrado relator de la Corte de Apelaciones de Santiago, y durante el desempeño del cargo realizó un doctorado en la Universidad de París II, en Francia. En 1979 asumió como relator de la Corte Suprema.

### Ministro de la Corte de Santiago
En diciembre de 1982 fue designado ministro de la Corte de Apelaciones de Santiago. En ese cargo, Cerda se hizo conocido por sus actuaciones en la sala penal, en especial por sus investigaciones y fallos en casos de violaciones a los derechos humanos durante la dictadura militar comenzada en 1973.
En 1983 se le asignaron los casos de secuestro y desaparición de militantes comunistas y del MIR ocurridos a fines de 1976, y que fueron denominados «Caso de los 13», que con el tiempo pasó a ser conocido como «Caso Cerda». A pesar de sufrir un atentado fallido, en 1986 Cerda dictó el procesamiento de 40 personas que integraban el llamado Comando Conjunto, de las cuales 38 pertenecían a las Fuerzas Armadas, incluyendo a Gustavo Leigh, excomandante en jefe de la Fuerza Aérea y exintegrante de la Junta militar. La Corte Suprema, bajo la presión de la dictadura, finalmente ordenó el sobreseimiento del caso por la Ley de Amnistía, y Cerda se declaró en rebeldía por la decisión, siendo amonestado y quedando al borde de la expulsión del Poder Judicial. En 1988, Cerda archivó temporalmente el expediente del caso, dejando pendiente su cumplimiento, lo que provocó su expulsión de la judicatura, a la cual apeló, siendo revocada.
Paralelamente a su función judicial, Cerda fue nombrado profesor invitado en la Universidad de Harvard. Durante 2002 asumió la presidencia de la Corte de Apelaciones de Santiago.
En 28 de octubre de 2005 fue propuesto, en reemplazo del juez Sergio Muñoz, como ministro en visita por el «Caso Riggs», que consistía en la acusación por malversación de fondos públicos a Augusto Pinochet y otras personas cercanas a éste. El abogado defensor, Pablo Rodríguez Grez, intentó sacar a Cerda del caso por una supuesta implicancia, por lo cual éste fue marginado temporalmente del caso. Rechazadas las implicancias, volvió a dirigir la investigación en diciembre de 2006, pocos días después de la muerte de Pinochet. En el intertanto, los senadores de la Alianza —coalición política de centroderecha— habían rechazado la nominación realizada por el presidente Ricardo Lagos para que Cerda integrara la Corte Suprema.
El 4 de octubre de 2007 Cerda ordenó la detención de 23 personas por el caso Riggs, incluyendo a Lucía Hiriart de Pinochet, a sus hijos, y a otros colaboradores de Pinochet. Sin embargo, tres semanas después la Corte de Apelaciones de Santiago dejó sin efecto la mayoría de los procesamientos realizados por Cerda.

### Ministro de la Corte Suprema
En 2014, Cerda fue nominado por la presidenta Michelle Bachelet para integrar la Corte Suprema. El 15 de abril de ese año, el Senado de Chile aprobó la nominación por 30 votos a favor y dos abstenciones. Asumió en el cargo el 4 de junio de ese año. Cesó como ministro el 21 de junio de 2018, en la víspera de su cumpleaños 75, edad de retiro de los miembros del Poder Judicial.

## Obras
- 1988, Motivaciones y actitudes del investigador penal.
- 1989, El perfil del juez.
- 1989, Derechos del hombre y legislación interna.
- 1992, Iuris dictio.

## Distinciones
Ha obtenido los siguientes reconocimientos:
- "Premio Monseñor Óscar Romero" del Servicio Paz y Justicia (1986).
- "International Human Rights Guest" en el Lawyer's Committee for Human Rights Awards Dinner (1987).
- "Premio Monseñor Leonidas Proaño" de la Asociación Latinoamericana de Derechos Humanos (1993).
- "Premio Gruber de Justicia" de la Fundación Peter y Patricia Gruber (2007).